# Grete Waldau
Grete (Margaret(h)e) Waldau (* 14. März 1868 in Breslau; † 1951 in Berlin) war eine deutsche Architekturmalerin. 

## Leben
Grete Waldau war die Tochter des Ratssekretärs, später Bürodirektors der Stadtverordnetenversammlung zu Breslau, Ferdinand Waldau. Sie war Schülerin von Carl Graeb, Wilhelm Streckfuß, Lorenz Ritter und Paul Ritter. Waldau lebte in Breslau, dann in Berlin (Charlottenburg). Sie unternahm viele Reisen, darunter nach Russland, in die Niederlande und nach Belgien. Über die letzten Lebensjahre ist nichts bekannt.

## Werke (Auswahl)
- 1900: Breslauer Rathaus

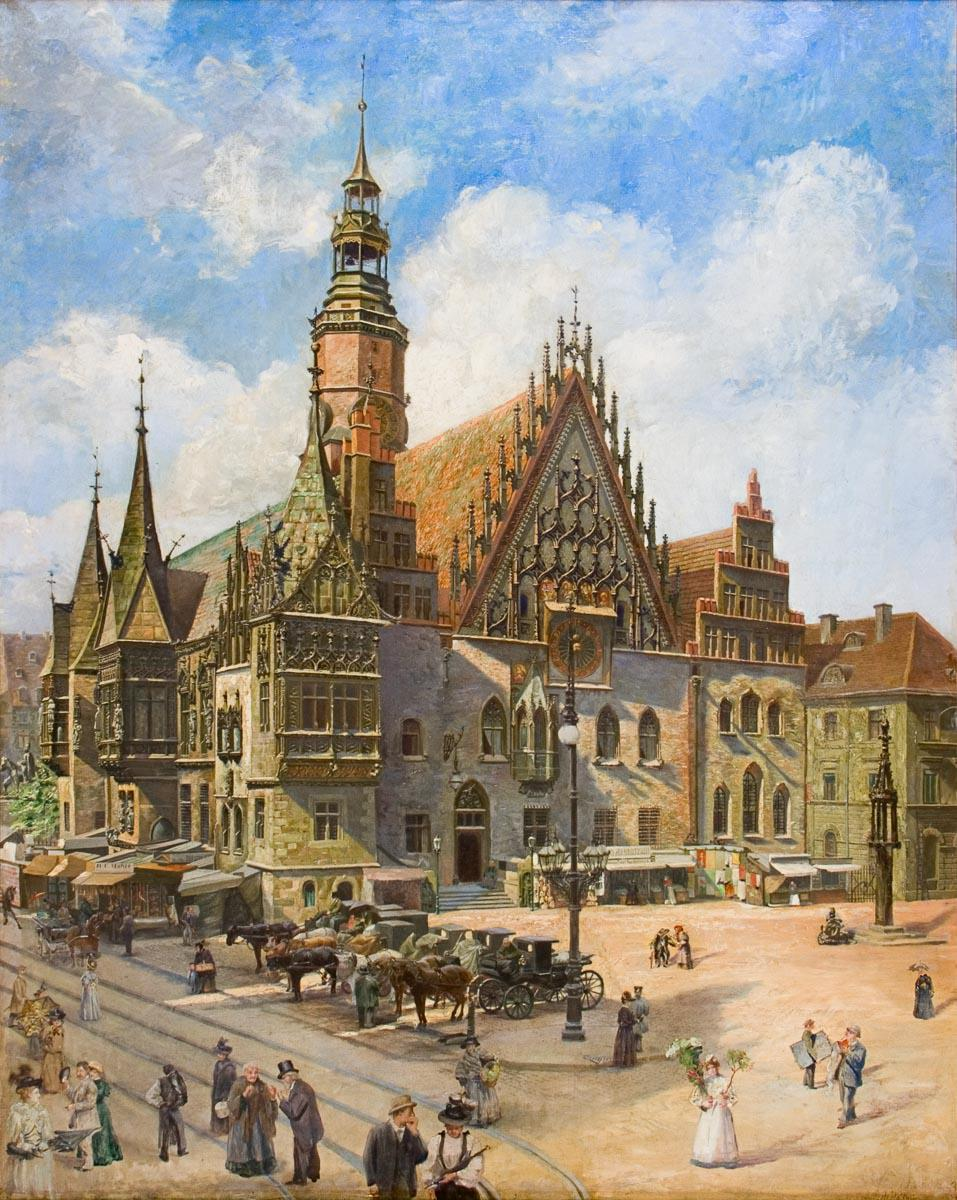
Grete Waldau: Breslauer Rathaus, 1900

- 1900: Das Westportal der Liebfrauenkirche in Trier
- 1900: Weltausstellung Paris, Deutsches Haus, Buchgewerkssaal: monumentale Städteansichten von Mainz und Leipzig[3]
- 1902: Altes Postamt Oldenburg: vier Motive[4]
- 1904: Weltausstellung in St. Louis (Missouri)
- 1904: Schnelldampfer „Kaiser Wilhelm II.“: vier Motive für den großen Salon[5]
- Um 1905: Museum in Gleiwitz: Gleiwitzer Stadtpanorama
- 1912: Das Neue Palais in Potsdam
- 1920: Stadtansicht von Dresden
- 1926: Berlin, Unter den Linden
- 1922 oder 1929: Ansicht von Olpe in Westfalen
- 1933: Völklinger Hütte
- Das Rathaus zu Bremen (ohne Datum)

## Ehrungen
- 1900: Große goldene Medaille auf der Weltausstellung Paris 1900
- 1902: Medaille für Wissenschaft und Kunst des Großherzogtums Oldenburg[6]
- 1904: Silberne Medaille auf der Weltausstellung in St. Louis (Missouri)
- 1914: Große goldene Medaille auf der Baltischen Ausstellung in Malmö[7]

## Würdigung
Grete Waldau war in ihrer Schaffensperiode vielbeschäftigte und gefeierte Architekturmalerin. Sie war auf zahlreichen Ausstellungen präsent. Sie verstand, sich als Frau in einer damals von Männern dominierten Zeit durchzusetzen.